# Manfred Manglitz
Manfred Manglitz (* 8. März 1940 in Köln) ist ein ehemaliger deutscher Fußballtorhüter.

## Karriere
Manglitz spielte von 1961 bis 1963 für Bayer 04 Leverkusen. 1962 stieg er mit den Leverkusenern in die Fußball-Oberliga West auf. In der Oberligasaison 1962/63 kam er zu 26 Einsätzen für Bayer 04, das als Aufsteiger den neunten Platz erreichte.
Von 1963 bis 1971 spielte er als Torwart in der Fußball-Bundesliga zunächst für den Meidericher SV bzw. nach dessen Umbenennung 1967 für den MSV Duisburg, und schließlich für den 1. FC Köln. Manglitz war der erste Torhüter, der in der Bundesliga ein Tor erzielte. Im Juni 1967 traf er für den MSV gegen Borussia Mönchengladbach per Elfmeter zum 1:3.
In der Nationalmannschaft fand er von 1965 bis 1970 Berücksichtigung. Er nahm an der Fußball-Weltmeisterschaft 1970 in Mexiko teil und belegte mit der Mannschaft den dritten Platz.
Mit der Mannschaft wurde er 1970 mit dem Silbernen Lorbeerblatt ausgezeichnet.
Manglitz, aufgrund seines großen Mundwerkes auch „Cassius“ genannt, war 1971 in den Bundesliga-Skandal verwickelt, als er Kickers Offenbach eindeutige Angebote in Sachen Spielbeeinflussung machte. Horst-Gregorio Canellas, seinerzeit Präsident der Kickers, schnitt das Gespräch auf einem Tonband mit und spielte es am Tag nach der Saison auf einem Empfang vor. Manglitz beendete nach der Saison 1970/71 zunächst seine Karriere, da er wegen Bestechlichkeit lebenslang gesperrt wurde. Nach seiner Begnadigung 1974 spielte er für den FSV Gebäudereiniger Köln, bevor er 1975/76 als Torwart des 1. FC Mülheim-Styrum noch einmal in den bezahlten Fußball zurückkehrte und fünf Spiele in der 2. Bundesliga bestritt.
Später wandte er sich vom Fußball ab. Um 1975 eröffnete er ein Restaurant in Spanien, wo Manglitz heute noch lebt.
Manglitz war vor 1989 mit Irma Esch, der heutigen Frau des Bauunternehmers Josef Esch, verheiratet.

## Erfolge
- 1964 Deutscher Vize-Meister
- 1966 DFB-Pokal-Finale
- 1970 DFB-Pokal-Finale
- 1971 DFB-Pokal-Finale

## Statistik
- 4 Länderspiele für Deutschland
- 1 B-Länderspiel
- 1 U23-Länderspiel
- Oberliga West
26 Spiele für Bayer 04 Leverkusen
- 1. Bundesliga
192 Spiele für den Meidericher SV/MSV Duisburg, 1 Tor
65 Spiele für den 1. FC Köln
- 2. Bundesliga
5 Spiele für den 1. FC Mülheim
- DFB-Pokal
10 Spiele für den 1. FC Köln
- UEFA-Pokal
9 Spiele für den 1. FC Köln